# 논산 쌍계사 목조석가여래삼불좌상
논산 쌍계사 목조석가여래삼불좌상(論山 雙溪寺 木造釋迦如來三佛坐像)은 대한민국 충청남도 논산시 쌍계사에 있는 조선시대의 불상이다. 2013년 4월 22일 충청남도의 유형문화재 제225호로 지정되었다.

## 개요
논산 쌍계사 대웅전은 1738(영조14)년에 재건립 된 건물로서 현재 보물 제408호로 지정되어 있다. 대웅전에는 석가불을 중심으로 좌우에 약사불과 아미타불로 이루어진 삼세불상이 봉안되어 있으며, 불상 안에서 조성발원문을 비롯한 여러 종류의 경전 및 복장물 등이 출토되었다.
삼세불상은 가운데 석가불이 좌우 약사불과 아미타불보다 약간 크게 조성되었으며, 앙련과 복련으로 구성된 타원형의 대좌위에 결가부좌로 앉아 있다. 삼세불 가운데 본존인 석가불은 오른손을 무릎 밑으로 내려 항마촉지인을, 왼손은 앞으로 내밀어 엄지와 중지를 맞대었는데 커다란 신체에 비해 작고 섬세하여 대조를 이루며 착의법은 오른쪽 어깨를 덮은 변형편단우견식으로 대의를 걸치고, 드러난 가슴에는 수평의 승각기가 보임. 어깨와 가슴부분에 사선과 수직의 옷주름이 흘러내리며, 오른쪽 팔꿈치 부분에 맞주름이 표현되어 있다. 무릎을 덮은 대의자락도 규칙적인 간격을 이루며 사선으로 표현되었으며, 무릎 사이로 자연스럽게 흘러 부채꼴 형으로 펴지게 처리함. 약사불과 아미타불은 석가불과 상호와 신체 비례 등이 거의 동일하며, 존상에 따라 아미타불은 오른손을 든 설법인을 하고, 약사불은 왼손을 든 설법인을 하고 있으며 착의법도 변형편단우견이 아니라 편삼을 입고 그 위에 대의를 걸쳐 석가불과 차별화하고 있다.
불상내에서는 복장물이 발견되었는데 전체적으로 완전하지는 않은 상태이지만 후령통과 복장발원문을 비롯한 주요 물목이 발견되었으며 발원문에는 제작시기와 목적, 조각승의 이름 등이 묵서로 기록되어 있다.

## 같이 보기
- 논산 쌍계사 대웅전 (보물 제408호)

## 참고 자료
- 논산 쌍계사 목조석가여래삼불좌상 - 국가유산청 국가유산포털